# Amblyeleotris marquesas
Amblyeleotris marquesas  es una especie de peces de la familia de los Gobiidae en el orden de los Perciformes.

## Distribución geográfica
Se encuentran en las Islas Marquesas. 

## Observaciones
Es inofensivo para los humanos. 